# Sympathie (Medizin)
Sympathie wurde in medizinischem Sinne bereits von dem altgriechischen Arzt Hippokrates von Kos (um 460–370 v. Chr.) als begriffliches Konzept verwendet. Es bedeutet so viel wie „Mitgefühl“ oder „Mitleiden“ (altgriechisch συν, syn, „zusammen mit“ und παθειν, pathein, „empfinden“ und „leiden“). Das altgriechische Wort παθειν stellt ein Oppositionswort dar, in dem die als gegensätzlich und ambivalent bewerteten Gefühle des Mitgefühls und des Mitleidens zum Ausdruck kommen.(a) (a) Auch in den ersten christlichen Jahrhunderten war dieser Begriff bei den antiken Ärzten gebräuchlich, so etwa bei Aretaios (ca. 80–138 n. Chr.) oder Galenos (ca. 129–200 n. Chr.). Er wurde auch in der Bedeutung von „Übereinstimmung“ (lateinisch consensus) verwendet und drückt eine Beziehung aus zwischen den Organen (der über Nerven bzw. das Nervensystem vermittelte consensus partium) oder einen seelischen Zusammenhang mit einzelnen kranken Organen, so etwa zwischen Lunge und seelischer Alteration im Falle von Pneumonie. Von dieser seelischen Betroffenheit bzw. von dem bei somatischen Krankheiten feststellbaren „Mitgefühl“ der eigenen Seele leitet sich die vitalistische Bezeichnung des sympathischen Nervensystems als „Lebensnerv“ durch Jacob Winslow im Jahr 1722 ab.

## Georg Ernst Stahl
Georg Ernst Stahl (1659–1734) hat den Begriff „sympathisch“ in Abgrenzung zu dem Begriff „pathetisch“  gebraucht. Damit wollte er verschiedene Arten von Geisteskrankheiten voneinander unterscheiden. Mit sympathischen Geisteskrankheiten meinte er die durch Organe verursachten Störungen, unter pathetischen Geisteskrankheiten verstand er diejenigen Störungen, die nicht durch eine Organerkrankung hervorgerufen waren. Diese Unterscheidung erschütterte den alten Somatismus, der seit Hippokrates das psychiatrische Denken beherrscht hatte. Auch wenn Stahl nicht sehr viel über Geisteskrankheiten schrieb, so wurde seine Einteilung doch von vielen Theoretikern übernommen. Die „pathetischen Geisteskrankheiten“ Stahls wurden später nicht nur als Störungen mit funktioneller oder psychogener Auslösung beschrieben, sondern waren auch für die Krankheitslehre der endogenen Psychosen einflussgebend. Autoren, die solche Gedanken aufgriffen, waren Johann Friedrich Zückert, Christian Gottlieb Ludwig, Andrew Harper und Johann Gottfried Langermann.(a) Wie die Geschichte der funktionellen Syndrome zeigt, hat der Begriff „Sympathie“ zur Auseinandersetzung zwischen Psychikern und Somatikern beigetragen.

## Robert Whytt
Robert Whytt (1714–1766) nannte seine ersten Experimente (1751) über Reflexe noch „Sympathie“.(b) Die Arbeiten fanden Beachtung bei den Vitalisten, die sie fortführten und dabei ebenfalls auf die „Harmonie der Nervenkraft“ Wert legten, wie sie sich z. B. bei verschiedenen Aufgaben an verschiedenen Stellen des Zentralnervensystems wie Rückenmark und Gehirn zeigt. Siehe dazu die Werke von Johann August Unzer, Georg Prochaska und Wilhelm Griesinger.

## Psychiker
Der Begriff Sympathie spielt in der Medizin auch insofern eine Rolle, als bei der moralischen Behandlung, wie sie vielfach u. a. auch von den Psychikern vertreten wurde, die englische Moralphilosophie ein wichtiges Element darstellt. Shaftesbury hat die sympathy als wichtigen Aspekt des sensus communis angesehen. Gleichwohl wird dieses philanthropische Moment von vielen Psychikern gerade in Deutschland häufig übersehen – angesichts der von ihnen als erforderlich betrachteten Zwangsbehandlung. Anstelle des Entgegenbringens von Sympathie wird dabei die Forderung nach Anpassung gegenüber dem Kranken betont.(a)

## Pierre Pomme
Pierre Pomme (1735–1812) verwendete in seiner 1763 erschienenen Abhandlung über die „Vapeurs“ den Begriff der Sympathie ebenfalls im Zusammenhang mit den neuen Nerventheorien. Hysterie und Hypochondrie seien durch zu große – sympathische – Nähe des Organismus zu sich selbst zu erklären. Diese Nähe wiederum sei durch ein Zusammenschrumpfen und Eintrocknen des Nervensystems („racornissement des nerfs“) bedingt.(b)

## Schule von Montpellier
Auch die Schule von Montpellier verwendete den Begriff „Sympathie“ im medizinischen Sinne, siehe auch → Paul Joseph Barthez (1734–1806). Unter „Sympathie“ verstand man die Übereinstimmung der Eigengesetzlichkeit der Organe mit dem Zusammenwirken der Organe als Gesamtorganismus.

## Simon-Auguste Tissot
Simon-Auguste Tissot (1728–1797) bezieht den Begriff „Sympathie“ auf die Ereignisse der Außenwelt. Nervös leidende Menschen haben ein zu sensibles Nervensystem und zugleich eine zu gefühlvolle Seele. Sie beziehen die Ereignisse der Außenwelt sympathisch mitfühlend unmittelbar auf sich. Durch diese z. T. extreme Resonanzfähigkeit und Sensibilität kann das Nervensystem in einen hochgradigen Zustand der Irritation geraten, so dass die erlittenen Eindrücke nicht mehr verarbeitet werden können. Dem Individuum kann jedoch die Schuld hierfür gegeben werden, da es die unnatürlichen Reize des gesellschaftlichen Lebens den stets heilsamen Wirkungen des natürlichen Daseins vorgezogen hat. Tissot ist daher als Vertreter der moralischen Behandlung anzusehen.(c)

## Franz Anton Mesmer
Franz Anton Mesmer (1734–1815) versuchte ebenfalls, die Ideen seiner Zeit, die Sensibilität, Irritabilität, Saitentheorie der Nerven, die Annahmen entfernter »sympathischer« Wirkungen, die vitalistische Lebenskraft, den unmittelbaren Einfluss der Natur zu betonen, wie dies von Jean Jacques Rousseau und Simon-Auguste Tissot erfolgt war. Er wollte diese Kräfte durch die physikalische Analogie mit der Gravitation, mit der Elektrizität und dem Magnetismus in einem einzigen rationalen und natürlichen Erklärungsschema vereinigen. Er verstand sich daher als Aufklärer und plädierte in seinem letzten Werk »Mesmerismus oder System der Wechselwirkungen« 1814 für eine demokratische Staatsordnung und für eine dem Vernunftkult der Revolution ähnliche Religion.(d)

## Friedrich Wilhelm Joseph Schelling
Friedrich Wilhelm Joseph Schelling (1775–1854), deutscher Philosoph, erörterte gemeinsam mit den Psychikern Fragen der körperlichen und seelischen Gesundheit. Er betrachtete die Sympathie als Erscheinung des Gemüts.(e)

## Max Scheler
Die Ausführungen von Max Scheler (1874–1928) zur Sympathie berühren im Rahmen seiner philosophischen Anthropologie die Medizin insofern, als die in seinem Werk verwendeten Begriffe wie Lebensgefühl, Leibgefühl, Vitalstörung, auch als sog. leibnahe Gefühle bzw. als Zönästhesien aufgefasst werden.(b) Max Scheler wird von Hans Walter Gruhle (1880–1958) rezipiert.(b) Die Vitalisten und viele andere philosophischen und medizinischen Schulen betrachteten Sympathie als den umfassenden Begriff für die inneren seelisch-körperlichen und die äußeren weltlichen Einflüsse. Sie sahen darin die Voraussetzung für einen kosmisch harmonischen Zusammenklang.

## Carl Gustav Jung
Für die Phänomene der Synchronizität hält Carl Gustav Jung (1875–1961) den von der romantischen Medizin verwendeten Terminus der Sympathie für zutreffend. Synchronizität bedeutet nicht nur Sinnzusammenhang, sondern auch Gleichzeitigkeit bei fehlender Kausalbeziehung. Dem wäre dann die Bedeutung von Sympathie anzupassen.